# Raniero Gradi
Raniero Gradi (Firenze, 31 ottobre 1960) è un ex ciclista su strada italiano.
Professionista del 1981 al 1986, ha ottenuto un solo successo, in una tappa della Tirreno-Adriatico 1981.

## Carriera
Ha ottenuto numerosi piazzamenti nelle corse a cronometro. Nel suo anno d'esordio ha ottenuto la sua unica vittoria fra i professionisti aggiudicandosi la quarta tappa della Tirreno-Adriatico, con arrivo a Nereto; nella breve corsa a tappe italiana fu anche secondo nella quinta tappa, la cronometro finale di San Benedetto del Tronto dietro Francesco Moser. Il risultato di quella ultima frazione determinò anche il podio finale della corsa con Moser primo e Gradi secondo. In quella stagione è stato anche terzo nella cronocoppie Trofeo Baracchi assieme a Geir Digerud. Nel 1983 fu terzo al Tour Méditerranéen dietro Michel Laurent e Greg LeMond.

## Palmarès
- 1978 (Juniores)

Giro del Montalbano
Classifica generale Giro della Lunigiana
- 1979 (dilettanti)

Flèche d'Or (Cronocoppie con Maurizio Bidinost)
- 1980 (dilettanti)

Gran Premio Vivaisti Cenaiesi
- 1981

4ª tappa Tirreno-Adriatico (Corropoli > Nereto)

## Piazzamenti

### Grandi Giri
- Giro d'Italia

1983: 95º

### Classiche monumento
- Milano-Sanremo

1985: 125º